# رمال تحرق الأقدام (مسلسل)
رمال تحرق الأقدام هو مسلسل تلفزيوني عراقي عرض في عام 1997 .

## الممثلون
- إيناس طالب
- بهجت الجبوري
- حيدر منعثر
- حافظ لعيبي
- فؤاد شهيد
- دزدمونة